# Boules aux Jeux panarabes de 2023
Les compétitions de boules de la 13e édition des Jeux panarabes se sont déroulées du 6 au 10 juillet 2023 à Oran. Il s'agit de la première apparition du jeu de boules aux Jeux panarabes. 17 épreuves sont disputées dans la salle omnisports La Lofa.

## Médaillés

### Pétanque

#### Hommes
| Épreuve          | Or                                                            | Argent                                               | Bronze                                                          |
| ---------------- | ------------------------------------------------------------- | ---------------------------------------------------- | --------------------------------------------------------------- |
| Triplette        | Algérie Boukhefardji Abdeldjalil Abdelhay Nabib Rabah Bachene | Maroc Ali El Mekkaoui Youssef Seghir Lhoussain Akbas | Tunisie Mohamed Khaled Bougriba Majdi Hammami Sofien Ben Brahim |
| Tir de précision | Bougriba Mohamed Khaled (TUN)                                 | Abdallahi Mohamed Vall (MTN)                         | Ali El Mekkaoui (MAR)                                           |

#### Femmes
| Épreuve          | Or                                                | Argent                                                         | Bronze                                              |
| ---------------- | ------------------------------------------------- | -------------------------------------------------------------- | --------------------------------------------------- |
| Triplette        | Tunisie Imane Latifi Rajaa Mchaaliya Aya Bouraoui | Algérie Djabri Nadia Ibtissem Baba Arbi Oussiane Heline Tamane | Palestine Rawane Saffi Marwa Al Farh Shahd Alkhatib |
| Tir de précision | Djabri Nadia (ALG)                                | Rajaa Mchaaliya (TUN)                                          | Rawan Saffi (PLE)                                   |

#### Mixte
| Épreuve   | Or                                 | Argent                                        | Bronze                                   |
| --------- | ---------------------------------- | --------------------------------------------- | ---------------------------------------- |
| Doublette | Tunisie Majdi Hammami Imane Latifi | Algérie Abdeldjalil Boukhefardji Nadia Djabri | Palestine Moghir Bedouane Shahd Alkhatib |

### Raffa

#### Hommes
| Épreuve          | Or                               | Argent                                     | Bronze                               |
| ---------------- | -------------------------------- | ------------------------------------------ | ------------------------------------ |
| Doublette        | Algérie Ahmed Triak Tarek Zekiri | Libye Feras Zalitani Abdulmuhymin Zantouti | Tunisie Khalil Jelassi Oussama Balti |
| Individuel       | Ahmed Triak (ALG)                | Khalil Jelassi (TUN)                       | Abdulmuhymin Zantouti (LBA)          |
| Tir de précision | Yassine Ouinaksi (MAR)           | Oussama Balti (TUN)                        | Feras Zalitani (LBA)                 |

#### Femmes
| Épreuve          | Or                                         | Argent                              | Bronze                                   |
| ---------------- | ------------------------------------------ | ----------------------------------- | ---------------------------------------- |
| Doublette        | Algérie Besma Boukernafa Chahrezad Chibani | Tunisie Aya Dabboussi Sabrine Zekri | Palestine Zohour Bashir Nisreen Alkhatib |
| Individuel       | Besma Boukernafa (ALG)                     | Sara El Mzamzi-El Idrissi (MAR)     | Aya Dabboussi (TUN)                      |
| Tir de précision | Aya Dabboussi (TUN)                        | Chahrezad Chibani (ALG)             | Sara El Mzamzi-El Idrissi (MAR)          |

#### Mixte
| Épreuve   | Or                                     | Argent                               | Bronze                                                  |
| --------- | -------------------------------------- | ------------------------------------ | ------------------------------------------------------- |
| Doublette | Algérie Tarek Zekiri Chahrezad Chibani | Tunisie Khalil Jelassi Sabrine Zekri | Maroc Abdeljalil El Moustafid Sara El Mzamzi-El Idrissi |

### Lyonnaise

#### Hommes
| Épreuve          | Or                                              | Argent                           | Bronze                                   |
| ---------------- | ----------------------------------------------- | -------------------------------- | ---------------------------------------- |
| Doublette        | Algérie Mohamed Lamine Chachoua Mohamed Benslim | Tunisie Rayen Hamdi Hamza Khiari | Maroc Mostafa Fares Mohamed El-gouamouss |
| Tir de précision | Rayen Hamdi (TUN)                               | Mohamed Lamine Chachoua (ALG)    | Mostafa Fares (MAR)                      |

#### Femmes
| Épreuve          | Or                                             | Argent                                | Bronze                            |
| ---------------- | ---------------------------------------------- | ------------------------------------- | --------------------------------- |
| Doublette        | Maroc Fatiha Teghraoui Bouchra Lefhal Al Aloui | Tunisie Yousra Mohamdi Hadil Hannachi | Algérie Celia Afenai Asma Hammadi |
| Tir de précision | Fatiha Teghraoui (MAR)                         | Yousra Mohamdi (TUN)                  | Asma Hammadi (ALG)                |

#### Mixte
| Épreuve | Or                                  | Argent                                       | Bronze                                            |
| ------- | ----------------------------------- | -------------------------------------------- | ------------------------------------------------- |
| Double  | Tunisie Hamza Khiari Hadil Hannachi | Algérie Mohamed Lamine Chachoua Celia Afenai | Maroc Mohamed Al-Guamouss Bouchra Lefhal Al Aloui |